# Tropidion fairmairei
Tropidion fairmairei är en skalbaggsart som först beskrevs av Pierre Émile Gounelle 1909.  Tropidion fairmairei ingår i släktet Tropidion och familjen långhorningar.
Artens utbredningsområde är Paraguay. Inga underarter finns listade i Catalogue of Life.